# Alicia González Laá
Alicia González Laá (Madrid, 5 settembre 1974) è un'attrice spagnola.

## Biografia
Esordisce a teatro nel 2001. In Spagna è nota per il suo ruolo da protagonista nella serie televisiva fantasy Los protegidos e nella serie poliziesca Los misterios de Laura.

## Vita privata
Alicia González Laá è la sorella minore della regista Silvia González Laá, con la quale ha lavorato nel film Estar aquí.

## Filmografia

### Cinema
- Estar aquí - regia di Silvia González Laá.

### Televisione
- Los protegidos - serie TV, 41 episodi (2010-2012)
- Los misterios de Laura - serie TV, 38 episodi (2009-2014)